# Tony Lochhead
Tony Lochhead (12 de enero de 1982 en Tauranga) es un exfutbolista neozelandés que jugaba como defensor.
Durante su carrera llegó a jugar en la Major League Soccer estadounidense en dos etapas. En la primera defendió los colores del New England Revolution y en la segunda los del Chivas USA. Pero la mayor parte de su etapa como jugador la desarrolló en el Wellington Phoenix, club neozelandés participante de la A-League australiana. En los seis años que permaneció en los Nix llegó a disputar 130 partidos. Con la selección de Nueva Zelanda ganó la Copa de las Naciones de la OFC 2008 y disputó la Copa FIFA Confederaciones 2009 y la Copa Mundial de 2010.

## Carrera
Debutó en el año 2000 jugando para el Tauranga City United, aunque en 2001 se mudó a los Estados Unidos para estudiar Ingeniería química en la Universidad de California en Santa Bárbara. Allí jugó en el equipo de la universidad, los UC Santa Barbara Gauchos hasta que en 2004 firmó con el Orange County Blue Star. Sus buenas actuaciones llamaron la atención de una franquicia de la Major League Soccer, el New England Revolution, club que lo contrató en 2006. En 2007 regresó a Nueva Zelanda para desempeñarse en el Wellington Phoenix, franquicia que se había fundado ese año para reemplazar a los New Zealand Knights como representantes neozelandeses en la A-League. Luego de seis años el club, en 2013, se le rescindió el contrato. A principios de 2014, luego de seis meses de inactividad, fue contratado por el Chivas USA, regresando así a la MLS, aunque al finalizar la temporada, el club perdió su lugar en la liga y Lochhead decidió retirarse.

### Clubes
| Club                      | País           | Año         |
| ------------------------- | -------------- | ----------- |
| Tauranga City United      | Nueva Zelanda  | 2000        |
| UC Santa Barbara Gauchos  | Estados Unidos | 2001 - 2004 |
| Orange County Blue Star   | Estados Unidos | 2004 - 2005 |
| New England Revolution    | Estados Unidos | 2006 - 2007 |
| Wellington Phoenix        | Nueva Zelanda  | 2007 - 2013 |
| Club Deportivo Chivas USA | Estados Unidos | 2014        |

### Selección nacional
Disputó la Copa Mundial Sub-17 de 1999 en representación de Nueva Zelanda. En 2003 recibió su primer llamado para la selección absoluta, fue el 12 de octubre por la Copa Desafío AFC/OFC ante Irán. Lochhead disputó la Copa de las Naciones de la OFC 2004, donde los All Whites no pudieron alcanzar la final, aunque cuatro años más tarde se coronaría campeón de Oceanía en la edición de 2008. Fue convocado para la Copa FIFA Confederaciones 2009 y al Mundial de Sudáfrica 2010. En la Copa de las Naciones de la OFC 2012 fue parte del plantel que obtuvo el tercer lugar.

## Palmarés

### Nueva Zelanda
| Título                         | Año  |
| ------------------------------ | ---- |
| Copa de las Naciones de la OFC | 2008 |